# Ebalo
Ebalo  (in greco antico: Οἴβαλος?, Òibalos) è un personaggio della mitologia greca. Fu il sesto re di Sparta.

## Genealogia
Figlio di Cinorta o di Argalo o di Periere, sposò Gorgofone che lo rese padre di Icario, Tindaro ed Arene, mentre dalla ninfa Batea ebbe Ippocoonte.
Ebalo è anche citato come padre della ninfa Pirene, mentre i latini Igino e Luciano di Samosata gli accreditano anche la paternità di Giacinto.
Quando Apollodoro nomina la ninfa Batea come la madre di Tindaro ed Icario, probabilmente le attribuisce queste maternità (che invece Pausania attribuisce a Gorgofone), come quelle adottive di una seconda moglie o concubina.

## Mitologia
Da Ebalo discendono Dioscuri che, citati da Ovidio come Oibalidi e da Stazio come Oebalidae, ricevono per questo il patronimico di Ebalidi. 

Con questo patronimico viene indicata spesso l'intera stirpe degli spartani, dei loro discendenti e degli abitanti delle città di origine spartana. Così Taranto viene chiamata dai poeti latini Oebalia arx, il re Tito Tazio Oebalius Titus e donne sabine Oebalides matres. 
 Anche il nome di Eboli discende da questo mitico personaggio.